# آلفرد کورتو
آلفرد دُنی کورتو (به فرانسوی: Alfred Denis Cortot) (زادهٔ ۲۶ سپتامبر ۱۸۷۷ – درگذشتهٔ ۱۵ ژوئن ۱۹۶۲) موسیقی‌دان، نوازندهٔ چیره‌دست پیانو، و رهبر ارکستر برجستهٔ فرانسوی-سوئیسی بود.
او از نامدارترین موسیقی‌دانان قرن بیستم است و بابت نگرش شاعرانه‌اش به آثار پیانوییِ سبک رمانتیسم، به‌ویژه ساخته‌های فردریک شوپن و روبرت شومان، شهرت دارد.

## زندگی‌نامه
پدر او فرانسوی و مادرش سوئیسی بود و خودش در شهر نیون واقع در بخش فرانسوی‌زبانِ کشور سوئیس زاده شد. تحصیلاتش را در «هنرستان موسیقی پاریس» زیرِ نظر امیل دکومب (از شاگردانِ شوپن) و لوئی دیه‌مه انجام داد.
نخستین اجرای حرفه‌ای‌اش اجرای کنسرتو پیانو شماره ۳ (لودویگ فان بتهوون در «ارکستر کولون» پاریس در سال ۱۸۹۷ بود. او در سال ۱۹۱۹ «دانشکدهٔ موسیقی پاریس» را بنیاد نهاد و شاگردان برجستهٔ فراوانی را در آنجا تربیت کرد.
آلفرد کورتو نخستین ضبط الکترونیکیِ جهان را در سال ۱۹۲۵ برای شرکت ویکتور ریکوردز انجام داد و طی آن امپرومپتوهای فردریک شوپن و لیتانیهای فرانتس شوبرت را اجرا و ضبط کرد.